# Казимироа їстівна
Казимироа їстівна (Casimiroa edulis) — вид роздільнопелюсткових рослин роду казимироа родини рутові. Інші назви «мексиканське яблуко», «біла сапоте», «матасано».

## Опис
Заввишки сягає 20 м, має бородавчасту попелясто-сіру кору. Листя дуже великі, пальчатоскладні, складаються з 3-7 шкірястих листочків ланцетоподібної форми, досягають в довжину 60 см, розташоване черговий. Квітки дрібні і непоказні, зеленувато-жовтого кольору, зібрані в волотисте суцвіття на кінцях гілок і в пазухах листків.
Форма плодів кругла або овальна. Плоди розміром до 12 см. Шкірка тонка і легко пошкоджується при дряпанні і натисканні. Під час дозрівання плоди змінюють колір з зеленого на світло-зелений, жовтий або жовто-зелений. М'якоть білого, кремового, рожевого або червоного (в залежності від сорту) кольору з відмінним бананово-персиковим смаком. Текстура м'якоті дещо волокниста (на кшталт груші). Усередині плоду міститься одне або кілька білого овального насіння, які є отруйними.
Калорійність плодів становить 74 ккал/100 г. У плодах міститься досить багато вітамінів, особливо аскорбінової кислоти, вітамінів В1 і РР, мінеральних елементів (кальцію, фософора і заліза) та інших біологічно активних компонентів (сапотін та сапотінін).

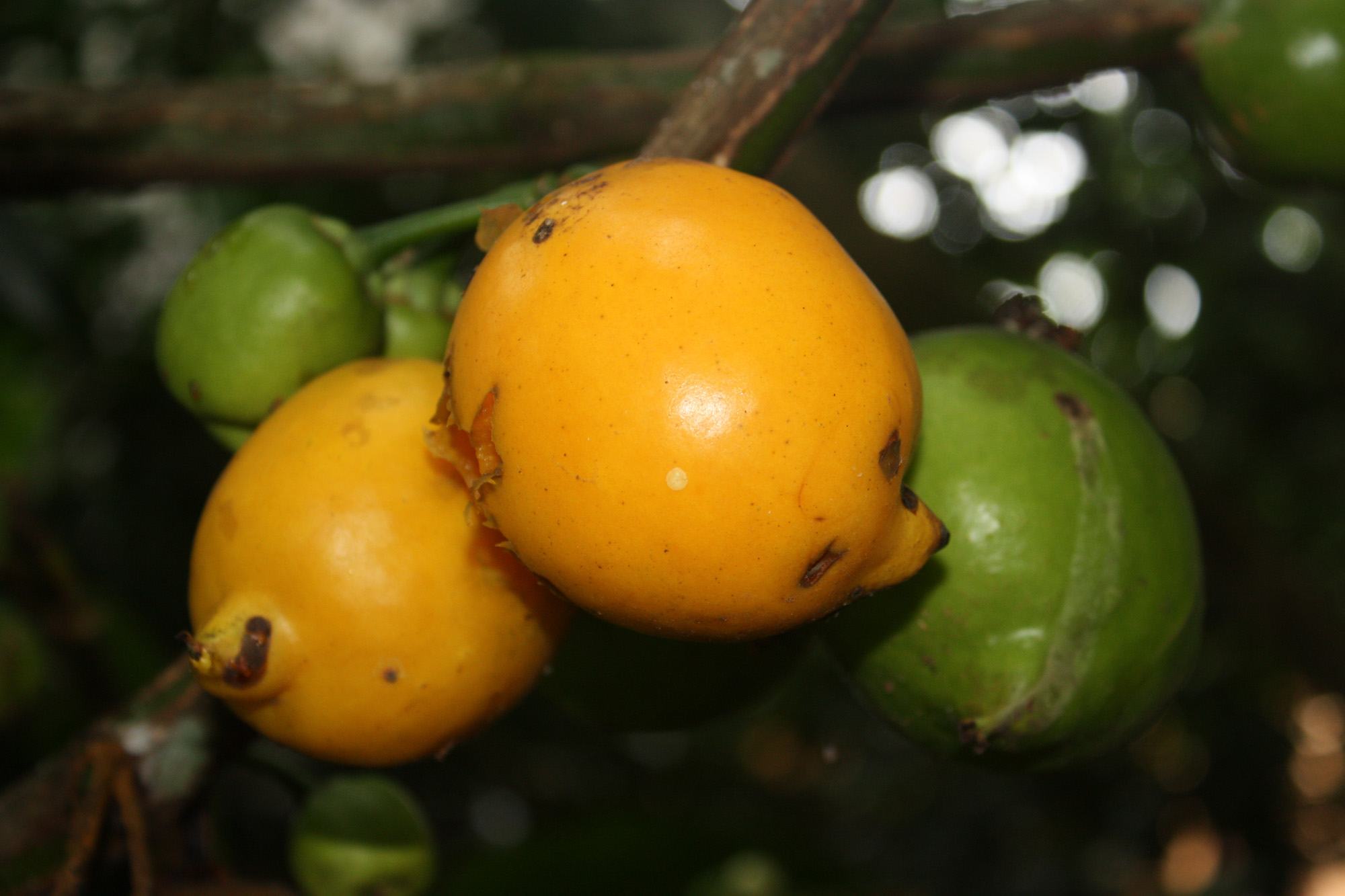
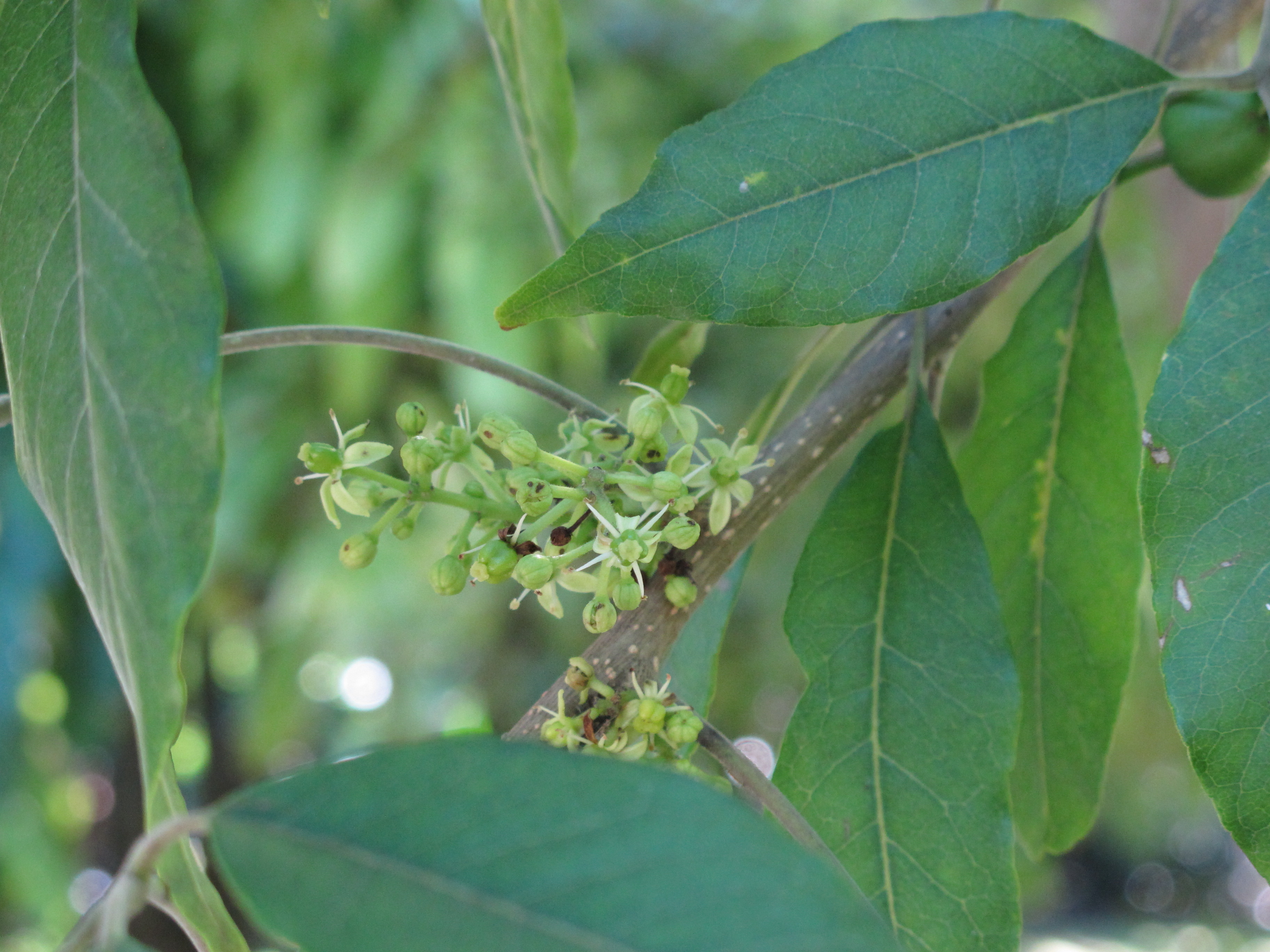
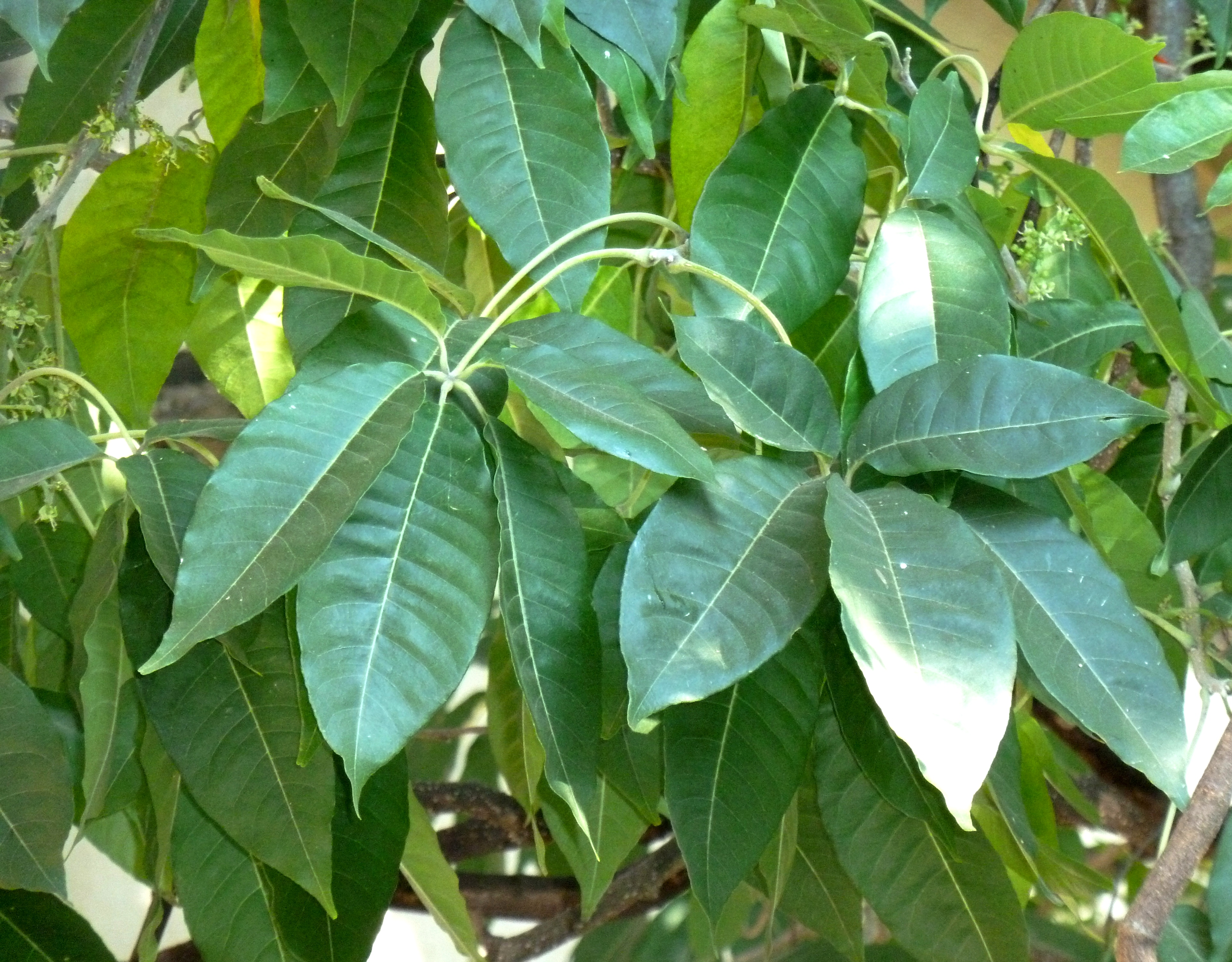

## Вирощування
Легко переносить невеликі заморозки (до -3 °C). Дерево дуже світлолюбне, тому добре росте під прямими сонячними променями. При несприятливих умовах може скинути листя.
Особливістю цієї рослини є те, що деякі його форми можуть бути неїстівні, незважаючи на те, що батьківське дерево давало їстівні плоди. Тому для гарантованого результату дерево розводять щепленнями, а не насінням. Щеплені дерева вже через 3-4 роки дають перший урожай.
Плоди збирають вручну, оскільки шкірка дуже ніжна і легко пошкоджується. Щоб уникнути пошкодження шкірки з дерева їх знімають разом з черешками. Пошкоджені плоди моментально псуються. Акуратно зібрані плоди в холодильнику зберігаються максимум 2 тижні. У той же час перестиглі плоди неїстівні. Тому їх збирають трохи недозрілими, і вони самі дозрівають в темному місці.

## Застосування
У цієї рослини цінуються, насамперед, плоди, що відносяться до фруктів. Плоди вживають у їжу в свіжому вигляді. З м'якоті готують халву, желе, мармелад, видавлювати сік (в ній міститься до 85 % води). М'якоть добре зберігається в замороженому стані.
У Мексиці і країнах Центральної Америки плоди цієї рослини використовуються в народній медицині як болезаспокійливий засіб при ревматизмі і артритах.
У медичних цілях використовують також насіння, кору і листя рослини. Так, на території Мексики з давніх часів з листя, кори і насіння рослини виготовляють екстракти, які застосовуються як снодійний, заспокійливий та седативний засіб, у Коста-Риці настої і відвари листя використовуються в лікуванні цукрового діабету.
При вживанні свіжих плодів необхідно уникати прийому в їжу насіння, так як в них містяться небезпечні для здоров'я токсичні речовини.

## Розповсюдження
У дикому вигляді росте в Центральній Америці і Мексиці, представляючи собою звичайний вид тропічних лісів. Вирощується в субтропічному і тропічному поясах (в Америці, на Філіппінах, Антильських і Багамських островах, в Середземномор'ї, Індії, Південній Африці та Новій Зеландії).